# Basket-ball aux Jeux olympiques d'été de 2008
Navigation
Athènes 2004 Londres 2012
Les épreuves de basket-ball aux Jeux olympiques d'été de 2008 ont eu lieu du 9 au 24 août 2008 au Palais omnisports de Wukesong à Pékin en Chine. Deux épreuves figuraient au programme :  une masculine et une féminine.

## Liste des épreuves
- Épreuve masculine
- Épreuve féminine

## Calendrier des épreuves
| Basket-ball aux Jeux olympiques de 2008 | Basket-ball aux Jeux olympiques de 2008 | Basket-ball aux Jeux olympiques de 2008 | Basket-ball aux Jeux olympiques de 2008 | Basket-ball aux Jeux olympiques de 2008 | Basket-ball aux Jeux olympiques de 2008 | Basket-ball aux Jeux olympiques de 2008 | Basket-ball aux Jeux olympiques de 2008 | Basket-ball aux Jeux olympiques de 2008 | Basket-ball aux Jeux olympiques de 2008 | Basket-ball aux Jeux olympiques de 2008 | Basket-ball aux Jeux olympiques de 2008 | Basket-ball aux Jeux olympiques de 2008 | Basket-ball aux Jeux olympiques de 2008 | Basket-ball aux Jeux olympiques de 2008 | Basket-ball aux Jeux olympiques de 2008 | Basket-ball aux Jeux olympiques de 2008 | Basket-ball aux Jeux olympiques de 2008 | Basket-ball aux Jeux olympiques de 2008 | Basket-ball aux Jeux olympiques de 2008 | Basket-ball aux Jeux olympiques de 2008 | Basket-ball aux Jeux olympiques de 2008 |
| Août 2008                               | Août 2008                               | Août 2008                               | 6                                       | 7                                       | 8                                       | 9                                       | 10                                      | 11                                      | 12                                      | 13                                      | 14                                      | 15                                      | 16                                      | 17                                      | 18                                      | 19                                      | 20                                      | 21                                      | 22                                      | 23                                      | 24                                      |
| --------------------------------------- | --------------------------------------- | --------------------------------------- | --------------------------------------- | --------------------------------------- | --------------------------------------- | --------------------------------------- | --------------------------------------- | --------------------------------------- | --------------------------------------- | --------------------------------------- | --------------------------------------- | --------------------------------------- | --------------------------------------- | --------------------------------------- | --------------------------------------- | --------------------------------------- | --------------------------------------- | --------------------------------------- | --------------------------------------- | --------------------------------------- | --------------------------------------- |
| Basket-ball                             | Basket-ball                             |                                         |                                         |                                         |                                         |                                         |                                         |                                         |                                         |                                         |                                         |                                         |                                         |                                         |                                         |                                         |                                         |                                         |                                         | 1                                       | 1                                       |

|  | Jour de compétition |  | Jour de finale |

## Qualifications

### Hommes

#### Situation
| Compétition                        | Date                       | Lieu                   | Nombre de places | Qualifié                |
| ---------------------------------- | -------------------------- | ---------------------- | ---------------- | ----------------------- |
| Pays organisateur                  | -                          | -                      | 1                | Chine                   |
| Mondial 2006                       | 19 août - 3 septembre 2006 | Japon                  | 1                | Espagne                 |
| Afrique                            | 15 août - 26 août 2007     | Angola                 | 1                | Angola                  |
| Asie                               | 28 juillet - 5 août 2007   | Japon (Tokushima)      | 1                | Iran                    |
| Tournoi des Amériques 2007         | 22 août - 2 septembre 2007 | États-Unis (Las Vegas) | 2                | États-Unis Argentine    |
| EuroBasket 2007                    | 3-16 septembre 2007        | Espagne                | 2                | Russie Lituanie         |
| Océanie                            | 20-24 août 2007            | Australie              | 1                | Australie               |
| Tournoi de qualification olympique | 14-20 juillet 2008         | Grèce (Athènes)        | 3                | Allemagne Croatie Grèce |
| Total                              |                            |                        | 12               |                         |

#### Tournoi de qualification olympique
- Groupe A :  Brésil,  Grèce,  Liban
- Groupe B :  Cap-Vert,  Allemagne,  Nouvelle-Zélande
- Groupe C :  Canada,  Corée du Sud,  Slovénie
- Groupe D :  Cameroun,  Croatie,  Porto Rico

À Athènes, les 2 premiers de chaque groupe en quarts de finale, les 3 premiers se qualifient pour les JO.

### Femmes

#### Situation
| Compétition                        | Date                             | Lieu                       | Nombre de places | Qualifié                                               |
| ---------------------------------- | -------------------------------- | -------------------------- | ---------------- | ------------------------------------------------------ |
| Pays organisateur                  | -                                | -                          | 1                | Chine                                                  |
| Mondial 2006                       | 12 septembre - 23 septembre 2006 | Brésil                     | 1                | Australie                                              |
| Afrique                            | 21 septembre - 30 septembre 2007 | Sénégal                    | 1                | Mali                                                   |
| Asie                               | 3 juin - 10 juin 2007            | Corée du Sud (Incheon)     | 1                | Corée du Sud                                           |
| Tournoi des Amériques              | 23 septembre - 29 septembre 2007 | Chili (Valdivia)           | 1                | États-Unis                                             |
| Eurobasket                         | 24 septembre - 7 octobre 2007    | Italie                     | 1                | Russie                                                 |
| Océanie                            | 26 septembre - 29 septembre 2007 | Nouvelle-Zélande (Dunedin) | 1                | Nouvelle-Zélande                                       |
| Tournoi de qualification olympique | 9 juin - 15 juin 2008            | Espagne (Madrid)           | 5                | Espagne République tchèque Lettonie Biélorussie Brésil |
| Total                              |                                  |                            | 12               |                                                        |

#### Tournoi de qualification olympique
- Europe : 4 équipes :  Espagne,  Biélorussie,  Lettonie,  République tchèque ;
- Amériques : 3 équipes :  Cuba,  Brésil,  Argentine ;
- Afrique : 2 équipes :  Sénégal,  Angola ;
- Asie : 2 équipes :  Japon,  Taïwan ;
- Océanie : 1 équipe :  Fidji.

## Compétition

### Épreuve masculine

Sélections participantes

#### Premier tour

##### Groupe A
| Rang | Équipe    | Pts | J | G | P | Pp  | Pc  | Diff |  | Résultats (dom.\ext.) |        |       |       |        |       |        |
| ---- | --------- | --- | - | - | - | --- | --- | ---- |  | --------------------- | ------ | ----- | ----- | ------ | ----- | ------ |
| 1    | Lituanie  | 9   | 5 | 4 | 1 | 425 | 400 | 25   |  | Lituanie              |        | 79-75 | 86-73 | 75-106 | 86-79 | 99-67  |
| 2    | Argentine | 9   | 5 | 4 | 1 | 425 | 361 | 64   |  | Argentine             | 75-79  |       | 77-53 | 85-68  | 91-79 | 97-82  |
| 3    | Croatie   | 8   | 5 | 3 | 2 | 399 | 380 | 19   |  | Croatie               | 73-86  | 53-77 |       | 97-82  | 85-78 | 91-57  |
| 4    | Australie | 8   | 5 | 3 | 2 | 457 | 405 | 52   |  | Australie             | 106-75 | 68-85 | 82-97 |        | 95-80 | 106-68 |
| 5    | Russie    | 6   | 5 | 1 | 4 | 387 | 406 | -19  |  | Russie                | 79-86  | 79-91 | 78-85 | 80-95  |       | 71-49  |
| 6    | Iran      | 5   | 5 | 0 | 5 | 323 | 464 | -141 |  | Iran                  | 67-99  | 82-97 | 57-91 | 68-106 | 49-71 |        |

##### Groupe B
| Rang | Équipe     | Pts | J | G | P | Pp  | Pc  | Diff |  | Résultats (dom.\ext.) |        |        |        |        |        |        |
| ---- | ---------- | --- | - | - | - | --- | --- | ---- |  | --------------------- | ------ | ------ | ------ | ------ | ------ | ------ |
| 1    | États-Unis | 10  | 5 | 5 | 0 | 515 | 354 | 161  |  | États-Unis            |        | 119-82 | 92-69  | 101-70 | 106-57 | 97-76  |
| 2    | Espagne    | 9   | 5 | 4 | 1 | 418 | 369 | 49   |  | Espagne               | 82-119 |        | 81-66  | 85-75  | 72-59  | 98-50  |
| 3    | Grèce      | 8   | 5 | 3 | 2 | 415 | 375 | 40   |  | Grèce                 | 69-92  | 66-81  |        | 91-77  | 87-64  | 102-61 |
| 4    | Chine      | 7   | 5 | 2 | 3 | 366 | 400 | -34  |  | Chine                 | 70-101 | 75-85  | 77-91  |        | 59-55  | 85-68  |
| 5    | Allemagne  | 6   | 5 | 1 | 4 | 330 | 390 | -60  |  | Allemagne             | 57-106 | 59-72  | 64-87  | 55-59  |        | 95-66  |
| 6    | Angola     | 5   | 5 | 0 | 5 | 321 | 477 | -156 |  | Angola                | 76-97  | 50-98  | 61-102 | 68-85  | 66-95  |        |

#### Phase finale
|  | Quarts de finale | Quarts de finale |            |           | Demi-finales           | Demi-finales           |    |  | Finale   | Finale  |
|  | Quarts de finale | Quarts de finale |            |           | Demi-finales           | Demi-finales           |    |  | Finale   | Finale  |
|  |                  |                  |            |           |                        |                        |    |  |          |         |
|  | 20 août          | 20 août          |            |           | 22 août                | 22 août                |    |  | 24 août  | 24 août |
|  | 20 août          | 20 août          |            |           | 22 août                | 22 août                |    |  | 24 août  | 24 août |
|  | [A2] Argentine   | 80               |            |           | 22 août                | 22 août                |    |  | 24 août  | 24 août |
|  | [A2] Argentine   | 80               |            |           | 22 août                | 22 août                |    |  | 24 août  | 24 août |
|  | [B3] Grèce       | 78               |            |           | 22 août                | 22 août                |    |  | 24 août  | 24 août |
|  | [B3] Grèce       | 78               | Argentine  | 81        |                        |                        |    |  | 24 août  | 24 août |
|  | 20 août          |                  | Argentine  | 81        |                        |                        |    |  | 24 août  | 24 août |
|  |                  | États-Unis       | 101        |           |                        |                        |    |  | 24 août  | 24 août |
|  | [B1] États-Unis  | États-Unis       | 101        | 116       |                        |                        |    |  | 24 août  | 24 août |
|  | [B1] États-Unis  |                  |            | 116       |                        |                        |    |  | 24 août  | 24 août |
|  | [A4] Australie   | 85               |            |           |                        |                        |    |  | 24 août  | 24 août |
|  | [A4] Australie   | 85               | États-Unis | 118       |                        |                        |    |  |          |         |
|  | 20 août          |                  | États-Unis | 118       |                        |                        |    |  |          |         |
|  |                  | Espagne          | 107        |           |                        |                        |    |  |          |         |
|  | [B2] Espagne     | Espagne          | 107        | 72        |                        |                        |    |  |          |         |
|  | [B2] Espagne     | 22 août          |            | 72        |                        |                        |    |  |          |         |
|  | [A3] Croatie     | 59               |            |           |                        |                        |    |  |          |         |
|  | [A3] Croatie     | 59               | Espagne    | 91        |                        |                        |    |  |          |         |
|  | 20 août          | 20 août          | Espagne    | 91        | Match pour la 3e place | Match pour la 3e place |    |  |          |         |
|  | 20 août          | 20 août          |            | Lituanie  | Match pour la 3e place | Match pour la 3e place | 86 |  |          |         |
|  | [A1] Lituanie    | 94               | 24 août    | 24 août   |                        |                        | 86 |  |          |         |
|  | [A1] Lituanie    | 94               | 24 août    | 24 août   |                        |                        |    |  |          |         |
|  | [B4] Chine       | 68               |            | Argentine | 87                     |                        |    |  |          |         |
|  | [B4] Chine       | 68               |            | Argentine | 87                     |                        |    |  |          |         |
|  |                  |                  |            |           |                        |                        |    |  | Lituanie | 75      |
|  |                  |                  |            |           |                        |                        |    |  | Lituanie | 75      |

### Épreuve féminine

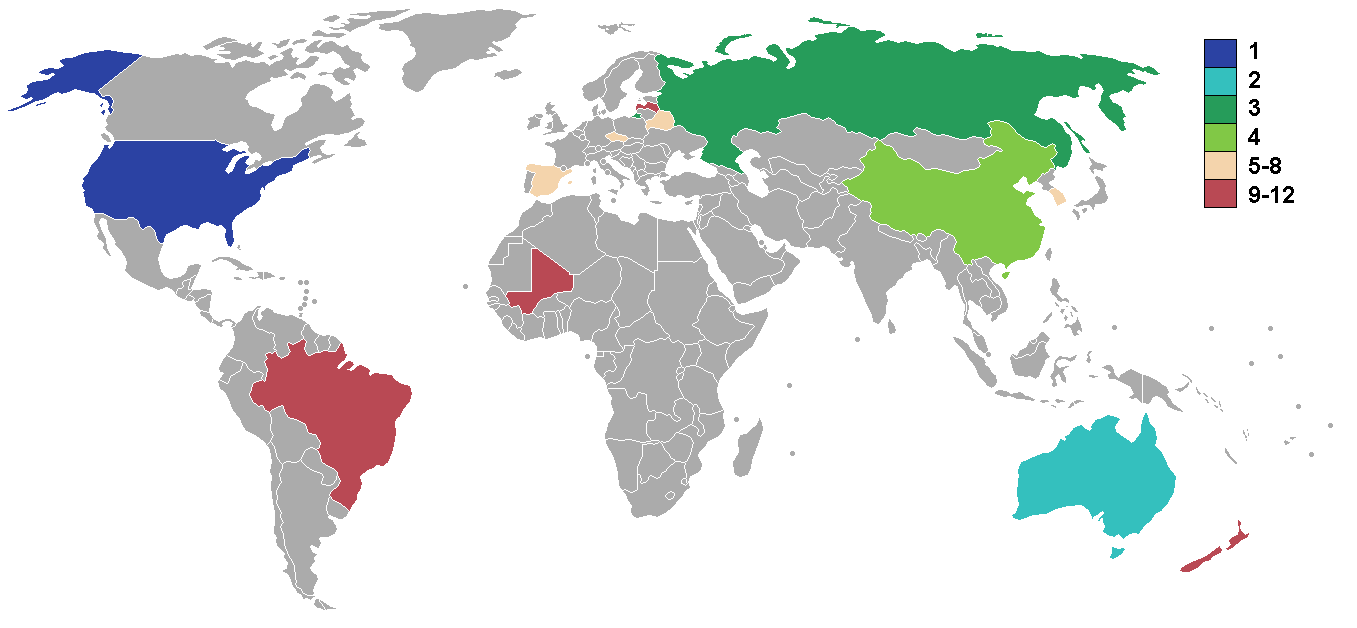
Sélections participantes

#### Équipes participantes et groupes
Groupe A :  Australie,  Corée du Sud,  Russie,  Lettonie,  Biélorussie,  Brésil.
Groupe B :  Chine,  Mali,  Nouvelle-Zélande,  États-Unis,  République tchèque,  Espagne.
Les quatre premiers de chaque groupe se qualifient pour les quarts de finale.

#### Premier tour

##### Groupe A
| Rang | Équipe       | Pts | J | G | P | Pp  | Pc  | Diff |  | Résultats (dom.\ext.) |       |       |       |       |       |       |
| ---- | ------------ | --- | - | - | - | --- | --- | ---- |  | --------------------- | ----- | ----- | ----- | ----- | ----- | ----- |
| 1    | Australie    | 10  | 5 | 5 | 0 | 424 | 319 | 105  |  | Australie             |       | 75-55 | 83-64 | 90-62 | 96-73 | 80-65 |
| 2    | Russie       | 9   | 5 | 4 | 1 | 339 | 333 | 6    |  | Russie                | 55-75 |       | 71-65 | 77-72 | 62-57 | 74-64 |
| 3    | Biélorussie  | 7   | 5 | 2 | 3 | 324 | 332 | -8   |  | Biélorussie           | 64-83 | 65-71 |       | 63-53 | 79-57 | 53-68 |
| 4    | Corée du Sud | 7   | 5 | 2 | 3 | 327 | 360 | -33  |  | Corée du Sud          | 62-90 | 72-77 | 53-63 |       | 72-68 | 68-62 |
| 5    | Lettonie     | 6   | 5 | 1 | 4 | 334 | 387 | -53  |  | Lettonie              | 73-96 | 57-62 | 57-79 | 68-72 |       | 79-78 |
| 6    | Brésil       | 6   | 5 | 1 | 4 | 337 | 354 | -17  |  | Brésil                | 65-80 | 64-74 | 68-53 | 62-68 | 78-79 |       |

##### Groupe B
| Rang | Équipe             | Pts | J | G | P | Pp  | Pc  | Diff |  | Résultats (dom.\ext.) |        |        |       |       |       |       |
| ---- | ------------------ | --- | - | - | - | --- | --- | ---- |  | --------------------- | ------ | ------ | ----- | ----- | ----- | ----- |
| 1    | États-Unis         | 10  | 5 | 5 | 0 | 491 | 276 | 215  |  | États-Unis            |        | 108-63 | 93-55 | 97-57 | 96-60 | 97-41 |
| 2    | Chine              | 9   | 5 | 4 | 1 | 358 | 346 | 12   |  | Chine                 | 63-108 |        | 67-64 | 79-63 | 80-63 | 69-48 |
| 3    | Espagne            | 8   | 5 | 3 | 2 | 357 | 324 | 33   |  | Espagne               | 55-93  | 64-67  |       | 74-55 | 85-62 | 79-47 |
| 4    | République tchèque | 7   | 5 | 2 | 3 | 346 | 356 | -10  |  | République tchèque    | 57-97  | 63-79  | 55-74 |       | 90-59 | 81-47 |
| 5    | Nouvelle-Zélande   | 6   | 5 | 1 | 4 | 320 | 423 | -103 |  | Nouvelle-Zélande      | 60-96  | 63-80  | 62-85 | 59-90 |       | 76-72 |
| 6    | Mali               | 5   | 5 | 0 | 5 | 255 | 402 | -147 |  | Mali                  | 41-97  | 48-69  | 47-79 | 47-81 | 72-76 |       |

#### Phase finale
|  | Quarts de finale        | Quarts de finale |            |           | Demi-finales           | Demi-finales           |    |  | Finale  | Finale  |
|  | Quarts de finale        | Quarts de finale |            |           | Demi-finales           | Demi-finales           |    |  | Finale  | Finale  |
|  |                         |                  |            |           |                        |                        |    |  |         |         |
|  | 19 août                 | 19 août          |            |           | 21 août                | 21 août                |    |  | 23 août | 23 août |
|  | 19 août                 | 19 août          |            |           | 21 août                | 21 août                |    |  | 23 août | 23 août |
|  | [A2] Russie             | 84               |            |           | 21 août                | 21 août                |    |  | 23 août | 23 août |
|  | [A2] Russie             | 84               |            |           | 21 août                | 21 août                |    |  | 23 août | 23 août |
|  | [B3] Espagne            | 65               |            |           | 21 août                | 21 août                |    |  | 23 août | 23 août |
|  | [B3] Espagne            | 65               | Russie     | 52        |                        |                        |    |  | 23 août | 23 août |
|  | 19 août                 |                  | Russie     | 52        |                        |                        |    |  | 23 août | 23 août |
|  |                         | États-Unis       | 67         |           |                        |                        |    |  | 23 août | 23 août |
|  | [B1] États-Unis         | États-Unis       | 67         | 104       |                        |                        |    |  | 23 août | 23 août |
|  | [B1] États-Unis         |                  |            | 104       |                        |                        |    |  | 23 août | 23 août |
|  | [A4] Corée du Sud       | 60               |            |           |                        |                        |    |  | 23 août | 23 août |
|  | [A4] Corée du Sud       | 60               | États-Unis | 92        |                        |                        |    |  |         |         |
|  | 19 août                 |                  | États-Unis | 92        |                        |                        |    |  |         |         |
|  |                         | Australie        | 65         |           |                        |                        |    |  |         |         |
|  | [B2] Chine              | Australie        | 65         | 77        |                        |                        |    |  |         |         |
|  | [B2] Chine              | 21 août          |            | 77        |                        |                        |    |  |         |         |
|  | [A3] Biélorussie        | 62               |            |           |                        |                        |    |  |         |         |
|  | [A3] Biélorussie        | 62               | Chine      | 56        |                        |                        |    |  |         |         |
|  | 19 août                 | 19 août          | Chine      | 56        | Match pour la 3e place | Match pour la 3e place |    |  |         |         |
|  | 19 août                 | 19 août          |            | Australie | Match pour la 3e place | Match pour la 3e place | 90 |  |         |         |
|  | [A1] Australie          | 79               | 23 août    | 23 août   |                        |                        | 90 |  |         |         |
|  | [A1] Australie          | 79               | 23 août    | 23 août   |                        |                        |    |  |         |         |
|  | [B4] République tchèque | 46               |            | Russie    | 94                     |                        |    |  |         |         |
|  | [B4] République tchèque | 46               |            | Russie    | 94                     |                        |    |  |         |         |
|  |                         |                  |            |           |                        |                        |    |  | Chine   | 81      |
|  |                         |                  |            |           |                        |                        |    |  | Chine   | 81      |

## Tableau des médailles
| Rang | Pays       | Or | Argent | Bronze | Total |
| ---- | ---------- | -- | ------ | ------ | ----- |
| 1    | États-Unis | 2  | 0      | 0      | 2     |
| 2    | Australie  | 0  | 1      | 0      | 1     |
| -    | Espagne    | 0  | 1      | 0      | 1     |
| 4    | Argentine  | 0  | 0      | 1      | 1     |
| -    | Russie     | 0  | 0      | 1      | 1     |

## Classement final
Les classements sont déterminés par :
- 1-4 :
  - le résultat des finales pour la médaille d’or et la médaille de bronze ;
- 5-8 :
  - le bilan victoires-défaites lors du tour préliminaire,
  - le classement lors du tour préliminaire (c’est-à-dure que le 3e du groupe A a un meilleur classement que le 4e du groupe B),
  - le goal average lors du tour préliminaire ;
- 9-10 et 11-12 :
  - les 5es des groupes préliminaires sont classés 9e et 10e ; les 6es sont classés 11e et 12e ;
  - le bilan victoires-défaites lors du tour préliminaire,
  - le goal average lors du tour préliminaire.

### Messieurs
| Rang | Équipe     | MJ | V-D | %     | PP  | PC  | Diff. | Ga P  | Cl.   |
| ---- | ---------- | -- | --- | ----- | --- | --- | ----- | ----- | ----- |
| 1    | États-Unis | 8  | 8-0 | 100,0 | 850 | 627 | +223  | 1,356 | 1er B |
| 2    | Espagne    | 8  | 6-2 | 75,0  | 688 | 632 | +56   | 1,089 | 2e B  |
| 3    | Argentine  | 8  | 6-2 | 75,0  | 693 | 615 | +78   | 1,127 | 2e A  |
| 4    | Lituanie   | 8  | 5-3 | 62,5  | 680 | 607 | +73   | 1,120 | 1er A |
| 5    | Grèce      | 6  | 3-3 | 50,0  | 493 | 455 | +38   | 1,107 | 3e B  |
| 6    | Croatie    | 6  | 3-3 | 50,0  | 458 | 452 | +6    | 1,050 | 3e A  |
| 7    | Australie  | 6  | 3-3 | 50,0  | 542 | 521 | +21   | 1,040 | 4e A  |
| 8    | Chine      | 6  | 2-4 | 33,3  | 434 | 494 | −60   | 0,879 | 4e B  |
| 9    | Russie     | 5  | 1-4 | 20,0  | 387 | 406 | −19   | 0,953 | 5e A  |
| 10   | Allemagne  | 5  | 1-4 | 20,0  | 330 | 390 | −60   | 0,846 | 5e B  |
| 11   | Iran       | 5  | 0-5 | 0,0   | 323 | 464 | −141  | 0,696 | 6e A  |
| 12   | Angola     | 5  | 0-5 | 0,0   | 321 | 477 | −156  | 0,673 | 6e B  |

    : éliminés en quarts de finale

### Dames
| Rang | Équipe             | MJ | V-D | %     | PP  | PC  | Diff. | Ga P  | Cl.   |
| ---- | ------------------ | -- | --- | ----- | --- | --- | ----- | ----- | ----- |
| 1    | États-Unis         | 8  | 8-0 | 100,0 | 754 | 453 | +301  | 1,664 | 1er B |
| 2    | Australie          | 8  | 7-1 | 87,5  | 658 | 513 | +145  | 1,283 | 1er A |
| 3    | Russie             | 8  | 6-2 | 75,0  | 540 | 546 | −6    | 0,989 | 2e A  |
| 4    | Chine              | 8  | 5-3 | 62,5  | 572 | 579 | −7    | 0,988 | 2e B  |
| 5    | Espagne            | 6  | 3-3 | 50,0  | 422 | 408 | +14   | 1,034 | 3e B  |
| 6    | Biélorussie        | 6  | 2-4 | 33,3  | 386 | 409 | −23   | 0,976 | 3e A  |
| 7    | République tchèque | 6  | 2-4 | 33,3  | 392 | 435 | −43   | 0,972 | 4e B  |
| 8    | Corée du Sud       | 6  | 2-4 | 33,3  | 387 | 464 | −77   | 0,908 | 4e A  |
| 9    | Lettonie           | 5  | 1-4 | 20,0  | 334 | 387 | −53   | 0,863 | 5e A  |
| 10   | Nouvelle-Zélande   | 5  | 1-4 | 20,0  | 320 | 423 | −103  | 0,757 | 5e B  |
| 11   | Brésil             | 5  | 1-4 | 20,0  | 337 | 354 | −17   | 0,951 | 6e A  |
| 12   | Mali               | 5  | 0-5 | 0,0   | 255 | 402 | −47   | 0,634 | 6e B  |

    : éliminés à l’issue du premier tour

## Résultats

### Podiums
| Épreuves         | Or | Argent | Bronze |
| ---------------- | --- | --- | --- |
| Tournoi masculin | États-Unis Carlos Boozer Chris Bosh Kobe Bryant Dwight Howard LeBron James Jason Kidd Deron Williams Tayshaun Prince Michael Redd Dwyane Wade Chris Paul Carmelo Anthony                 | Espagne José Manuel Calderón Rudy Fernández Jorge Garbajosa Marc Gasol Pau Gasol Carlos Jiménez Raúl López Álex Mumbrú Juan Carlos Navarro Felipe Reyes Berni Rodríguez Ricky Rubio | Argentine Carlos Delfino Manu Ginóbili Román González Juan Pedro Gutiérrez Leonardo Gutiérrez Federico Kammerichs Andrés Nocioni Fabricio Oberto Pablo Prigioni Antonio Porta Paolo Quinteros Luis Scola            |
| Tournoi féminin  | États-Unis Seimone Augustus Sue Bird Tamika Catchings Sylvia Fowles Kara Lawson Lisa Leslie DeLisha Milton-Jones Candace Parker Cappie Pondexter Katie Smith Diana Taurasi Tina Thompson | Australie Suzy Batkovic Tully Bevilaqua Rohanee Cox Hollie Grima Kristi Harrower Lauren Jackson Erin Phillips Emma Randall Jenni Screen Belinda Snell Laura Summerton Penny Taylor  | Russie Svetlana Abrosimova Becky Hammon Marina Karpunina Ilona Korstine Marina Kuzina Ekaterina Lisina Irina Osipova Oxana Rakhmatulina Tatiana Chtchogoleva Irina Sokolovskaya Maria Stepanova Natalia Vodopyanova |

## Sources
- Site officiel des Jeux olympiques de Pékin
- Site officiel de la FIBA